# Grand' Anse (Praslin)
Grand'Anse Praslin é um distrito das Seicheles nas ilhas interiores,  tem uma área de 15.43 km² e uma densidade de  255.3/km² (estim).
Em 2021 foi estimado 3,939 habitantes já de acordo com o censo de 2010 a população é de 3,727 sendo 1,759 homens e 1,968 mulheres.